# COROT-1
COROT-1 – gwiazda ciągu głównego położona w gwiazdozbiorze Jednorożca. Jej wielkość gwiazdowa wynosi około 13,6 mag, co oznacza, że nie jest widoczna gołym okiem.
Nazwa „COROT”  jest akronimem od nazwy francuskiej misji satelity Convection, Rotation, and Planetary Transits, która została wystrzelona 27 grudnia 2006 r. Jej celem było poszukiwanie planet zewnętrznych, za pomocą pokładowego teleskopu, poprzez pomiary zmieniającej się jasności gwiazd. Oznaczenie numeryczne zostało nadane, ponieważ była to pierwsza gwiazda odkryta przez ten teleskop. W 2007 roku odkryto krążącą wokół niej planetę COROT-1b.